# Преступные связи (телесериал)
«Преступные связи» (англ. Gang Related) — американский драматический телесериал, выход которого был запланирован на канале Fox в телевизионном сезоне 2013-14. Создателем сериала был выбран Крис Морган. Fox заказал съёмки сериала 8 мая 2013 года, а датой премьерного показа было выбрано 20 мая 2014. 2 сентября 2014 года FOX закрыл сериал.

## Сюжет
В центре сюжета работа отдела полиции Лос-Анджелеса, борющегося с организованной преступностью. Одним из главных героев телесериала является детектив (Райан Лопес), внедрённый в полицейский отдел агентом одного из преступных кланов.

## В ролях
- Рамон Родригес — детектив Райан Лопес[9]
- Терри О’Куинн — Сэм Чапел[9]
- Rza — Кассиус Грин[9]
- Шантель ВанСантен — Джессика Чапел[9]
- Джей Эрнандес — Дэнниэла Акоста[9]
- Сон Кан — Тэ Ким[9]
- Инбар Лави — Вероника «Ви» Дотсен [9]
- Клифф Кёртис — Хавьер Акоста[9]
- Сандра Сантьяго — Марсела Акоста
- Emilio Rivera — Тио Гордо
- Павел Лычников — Слотко Евгений
- Константин Лавыш — Антон Дотсен

## Список эпизодов
| № общий | № в сезоне | Название | Режиссёр | Автор сценария | Дата премьеры | Произв. код | Зрители в США (млн) |
| ------- | ---------- | -------- | -------- | -------------- | ------------- | ----------- | ------------------- |